# Masburg
Masburg település Németországban, Rajna-vidék-Pfalz tartományban. Lakosainak száma 1095 fő (2023. december 31.).

## Népesség
A település népességének változása:
| Lakosok száma | 943  | 1066 | 1088 | 1078 | 1093 | 1095 |
|               | 1975 | 2017 | 2019 | 2021 | 2022 | 2023 |